# Чемпионат мира по самбо 1973
1-й чемпионат мира по самбо прошёл в Тегеране (Иран) 6 — 15 сентября 1973 года. В соревнованиях приняли участие 69 участников из 12 стран. Полными составами выступили команды Болгарии, Монголии, Ирана, Испании, Японии и СССР. Советские самбисты (Геннадий Георгадзе (Ереван), Алексей Шор (Куйбышев), Михаил Юнак (Львов), Николай Козицкий (Киев), Давид Рудман (Москва), Александр Фёдоров (Свердловск), Чесловас Езерскас (Каунас), Леван Тедиашвили (Тбилиси), Николай Данилов (Омск) и Владимир Кливоденко (Волгоград)) завоевали звания чемпионов в 9 из 10 весовых категорий. Соревнования по самбо проходили в рамках чемпионата мира по борьбе 1973 года.

## Медалисты
| Весовая категория | Золото                     | Серебро                    | Бронза                         |
| ----------------- | -------------------------- | -------------------------- | ------------------------------ |
| до 48 кг          | Геннадий Георгадзе · СССР  | Хабибулла Фатахи · Иран    | Тувшинтор Хурлегиин · МНР      |
| до 52 кг          | Алексей Шор · СССР         | Мунхийн Пунцаг · МНР       | Юнг Бог Ким · Республика Корея |
| до 57 кг          | Михаил Юнак · СССР         | Дошчулуун Балдоржин · МНР  | Парван Парванов · НРБ          |
| до 62 кг          | Шагдарын Чанрав · МНР      | Николай Козицкий · СССР    | Дэвид Прузански · США          |
| до 68 кг          | Давид Рудман · СССР        | Олег Павликенов · НРБ      | Лхагвадорж Очирбал · МНР       |
| до 74 кг          | Александр Фёдоров · СССР   | Гандолгорын Батсух · МНР   | Али Эфати · Иран               |
| до 82 кг          | Чесловас Езерскас · СССР   | Славко Обадов · Югославия  | Увгунху Чойдоржиин · МНР       |
| до 90 кг          | Леван Тедиашвили · СССР    | Хосино Масаюки · Япония    | Иван Докторов · НРБ            |
| до 100 кг         | Николай Данилов · СССР     | Сайфуллах Джавахири · Иран | Бёрк Дедрич · США              |
| свыше 100 кг      | Владимир Кливоденко · СССР | Хуан Барбусано · Испания   | Георгий Копривленский · НРБ    |

## Командное первенство
1. СССР;
2. МНР;
3. Иран;
4. НРБ;
5. США;
6. Япония.